# Vicente Alfaro
Vicente Alfaro Moreno (Valencia, 1902 - Lausana, 1974) fue un político republicano español, alcalde interino de Valencia en los primeros años de la Segunda República.
Militante del Partido de Unión Republicana Autonomista (PURA), fue elegido concejal en las elecciones municipales de abril de 1931, tras las que se proclamó la República. En octubre de 1931 fue elegido alcalde interino, pero su mandato se prolongó hasta junio de 1932. Durante su mandato impulsó la reforma urbana: acabó la plaza de Castelar, adquirió el palacio del Marqués de Dos Aguas y los jardines de Monforte y presidió el traslado a Valencia de los restos mortales del escritor Vicente Blasco Ibáñez, a quien hizo erigir un monumento fúnebre. Pero fue muy criticado cuando intentó instalar un vertedero de basura en Benimaclet y acusado de inoperancia cuando se quemó parte del edificio de la Universidad de Valencia, y en junio de 1932 dimitió.
El 1934 se integró en Esquerra Valenciana, el partido escindido del PURA y liderado por Vicent Marco Miranda y Julio Just Jimeno, que en las elecciones de 1936 se presentó dentro la coalición del Frente Popular. Cuando estalló la Guerra Civil se puso de parte de la legalidad republicana, el 5 de agosto de 1936 formó parte del comité incautador del Colegio de Abogados de Valencia Colegio de Abogados de Valencia y en 1937 fue elegido secretario general de Esquerra Valenciana. Al acabar la guerra fue detenido y condenado a muerte y preso en Sevilla, pero la pena capital le fue finalmente conmutada, y cuando fue liberado, volvió a Valencia donde ejerció su profesión de abogado hasta que finalmente se exilió a Suiza, donde vivía su hija Margarita, a principio de los años setenta, de donde ya no volvió.